# Yelena Dembo
Elena Dembo (Russisch: Елена Владимировна Дембо) (Penza, 8 december 1983) is een internationaal meester (IM) in het schaken, uit Griekenland. In januari 2010 was haar FIDE rating 2457, waarmee ze op dat moment 34e was op de wereldranglijst voor vrouwen. Haar WGM-titel kreeg ze op zeventienjarige leeftijd, haar IM-titel kreeg ze in 2003, toen ze negentien was. Ze is ook schaakleraar en auteur van schaakboeken.

## Achtergrond
Dembo speelde haar eerste toernooi voor ze vier jaar was, een toernooi voor jongens-onder-dertien. Haar moeder, die Russisch kampioen onder-twintig was (in 1967), was ook een sterk schaakspeelster. Haar vader is een professioneel pianist, maar tevens schaaktrainer, waardoor ze het schaken van huis uit heeft meegekregen. Haar vader is haar trainer vanaf het prille begin.

## Carrière
Dembo's ouders hebben een schaakacademie opgericht, waar internationale schakers met een rating rond de 2500 les volgen. Geboren uit Russische ouders, maar op zevenjarige leeftijd naar Israël verhuisd en met een griek getrouwd, maken haar nationaliteit uiteindelijk Grieks. Ze woont sinds 2003 in Athene. Ze won onder andere een bronzen medaille bij het Europees Kampioenschap voor Vrouwen in 2005 en was winnaar van het 2002 European Rapid Championship for girls under 20 in Novi Sad.

## Externe koppelingen
- (en)   Informatie over schaakpartijen van Yelena Dembo op ChessGames.com
- (en)   Informatie over schaakpartijen van Yelena Dembo op 365chess.com
- (en)  FIDE-ratinggegevens voor Yelena Dembo
- Yelena Dembo's eigen website

- International Standard Name Identifier: 0000 0000 6210 9977
- Library of Congress Control Number: nb2009015956
- Nederlandse Thesaurus van Auteursnamen: 314512098
- Virtual International Authority File: 90491562
- WorldCat: E39PBJjmQd7vppt7BbPmwfQXh3